# Barrett M98B
Barrett M98B (Model 98 Bravo) — американская снайперская винтовка производства компании Barrett Firearms. Как и предшественник — Barrett M98 (так и не прошедшая в серию винтовка), модель Bravo разработана под патрон .338 Lapua Magnum (8,6×70 мм).

## История
Снайперская винтовка Barrett M98 Bravo (Barrett M98B) была разработана известной американской компанией Barrett Firearms Manufacturing Ltd как дальнобойное снайперское оружие, обеспечивающее возможность стрельбы по живой силе на дистанциях до 1500 метров.

## Конструкция
Технически представляет собой 10-зарядную винтовку, использует ручную перезарядку с продольно-скользящим поворотным затвором. Подача патронов при стрельбе производится из коробчатого магазина ёмкостью на 10 патронов. Затвор сцепляется непосредственно с казённой частью ствола, что позволяет разгрузить ствольную коробку и использовать для ее изготовления легкие алюминиевые сплавы.
Ствол винтовки имеет продольные долы для облегчения и улучшения охлаждения, и оснащен эффективным дульным тормозом. Ударно-спусковой механизм выполнен в виде отдельного модуля, легко извлекаемого из оружия при неполной разборке, и позволяет производить регулировку спуска по всем основным параметрам.
Используя патроны .338 Lapua Magnum, подаваемые из отделяемого коробчатого магазина, M98B обеспечивает точность и останавливающее действие даже на предельной дальности.